# Заєць
За́єць (Lepus), діал. сплюх — рід ссавців родини зайцевих (Leporidae). Рід містить 35 видів, поширених по всьому світу, окрім Австралії. Вирізняються довгими вухами, коротким піднятим хвостом, недорозвиненими ключицями, довгими задніми ногами, завдяки чому рухаються стрибками. Зайці дуже швидко бігають: заєць-русак може досягати швидкості 80 км/год.

## Походження слова «заєць»
Українське слово «заєць» походить від прасл. *zajęсь. Щодо походження цього слова висувають дві основні версії.
- За першою версією, це слово походить від пра-і.є. *ghei- («плигати», «скакати») і є спорідненим з дав.-інд. háyas («кінь») і jíhītē («підскакує», «летить»), вірм. Ձի, дзі («кінь»), лит. žáisti («плигати», «стрибати»), і можливо з лат. haedus («цап»), гот. gaits («коза»), лит. zuĩkis («заєць»). Первісне значення — «плигун», «стрибунець».
- Згідно з другою версією, *zajęсь походить від давнішої форми *zьjajьnьсь, утвореної з праслов'янського *zьjajǫ («зяю», «зіяю») — через наявність у нього роззявленої, «зяючої» верхньої губи або через те, що заєць спить з відкритими очима. Форма *zajęсь утворилася стягненням *zьjaj-ьnь-сь, носовий голосний *ę утворився зі сполучення *ьn.

Непереконливими є порівняння слов'янського «заєць» з лит. žаĩbas («блискавка») або з грец. γαἶα («земля»).

## Спосіб життя

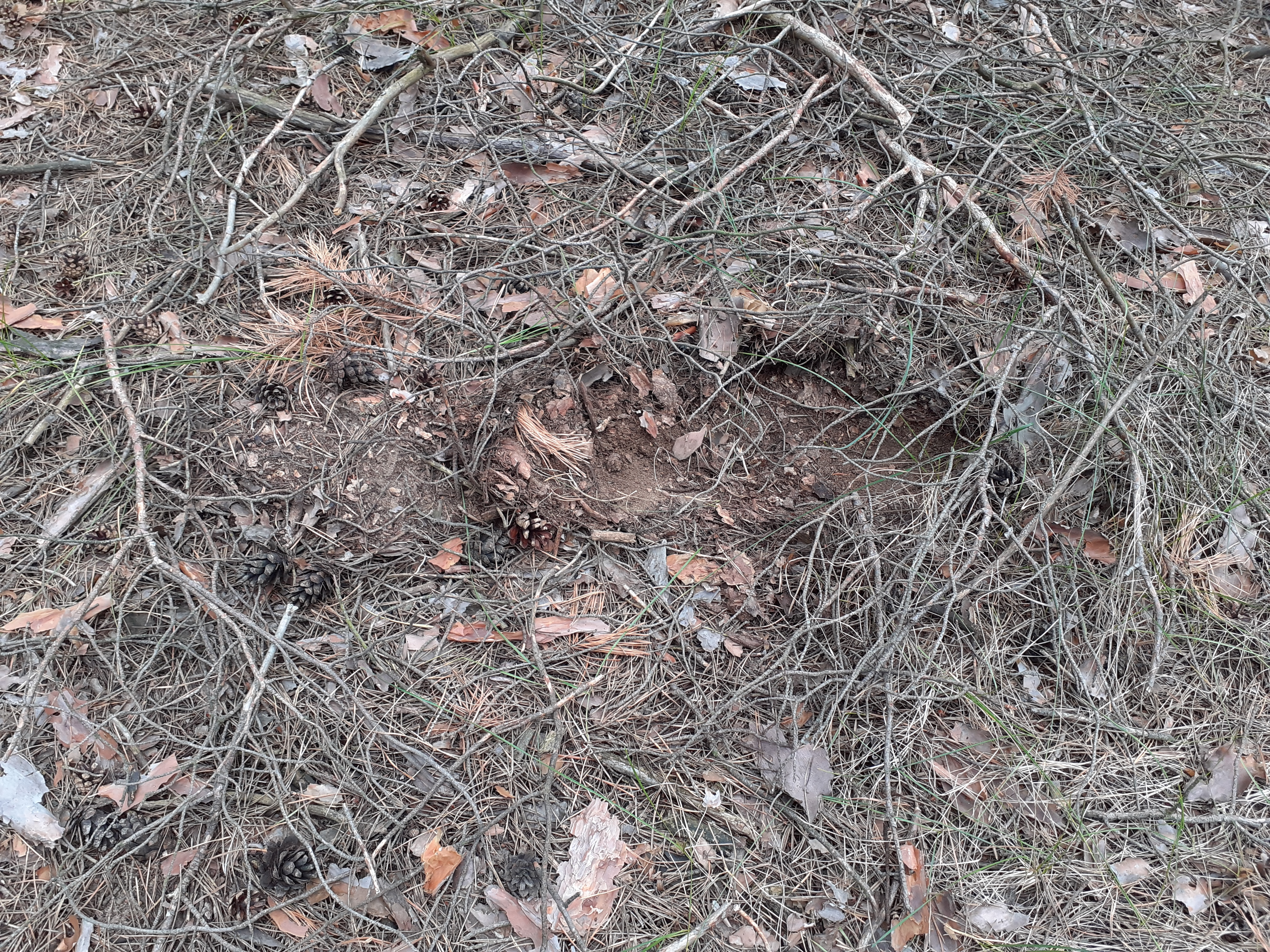
Гніздо зайця в сосновому лісі

Зайці живуть поодинці або парами. На відміну від кроликів, зайці не риють нір, а споруджують гнізда в невеликих ямках. Зайченята народжуються розвиненими, з хутром і розплющеними очима, і мати залишається з ними всього 5-6 днів, а потім лише іноді відвідує їх, через що багато зайченят гине від ворогів. Зір зайців слабкий, нюх добрий, слух чудовий; беззахисність стосовно численних ворогів (людина, хижі ссавці і птахи) робить їх украй боязливими; проте, переконавшись у власній безпеці, зайці стають іноді украй зухвалими.

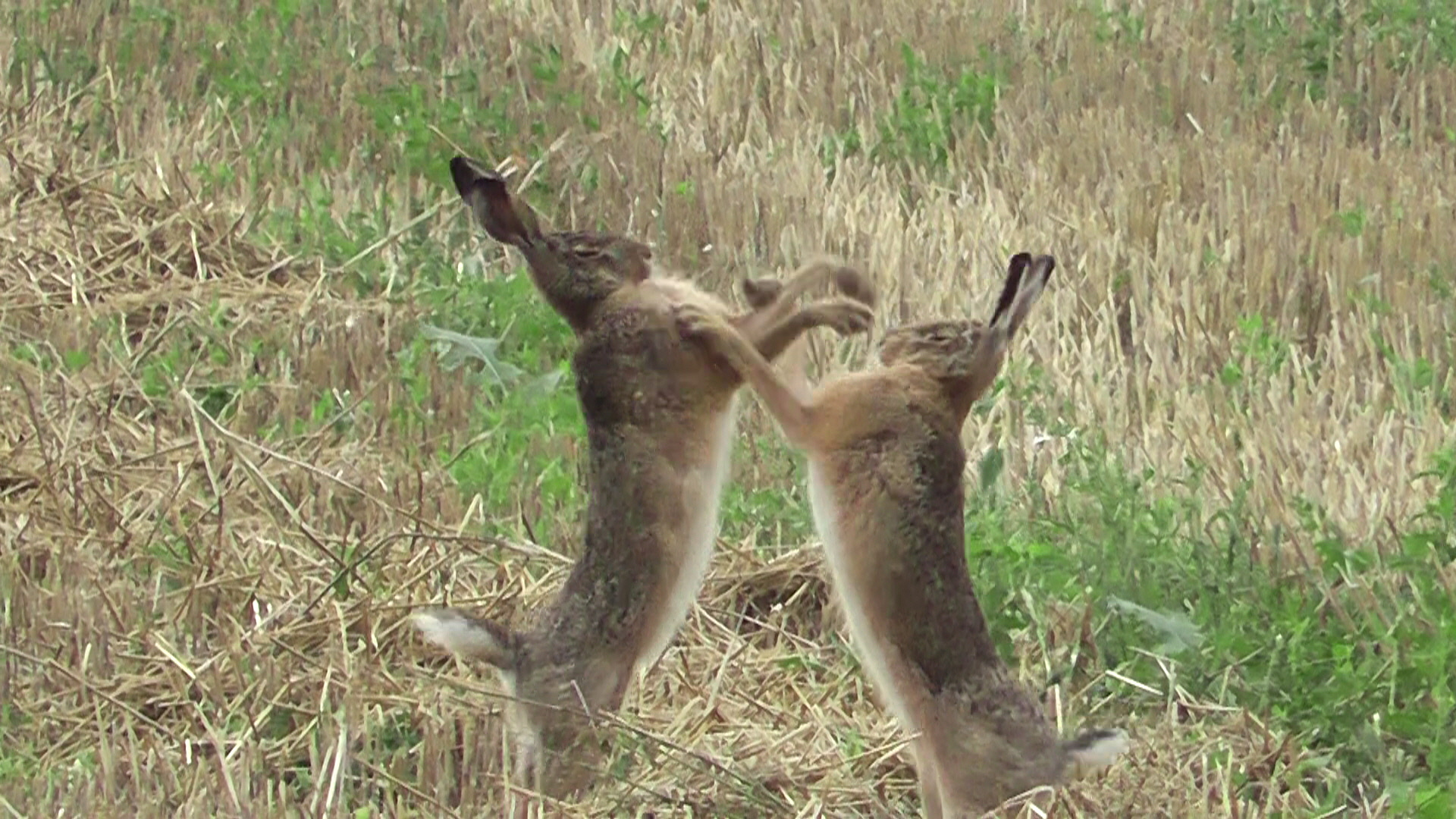
Зайці сірі, що б'ються

Навесні самці запекло змагаються за самок: встають на задні лапи і б'ють один одного передніми. При цьому вони сміливішають, і тоді їх часто можна побачити.

## Зайці в Україні
На території України поширені два види:
- Заєць сірий, або заєць європейський, або русак (Lepus europaeus) — відносно звичайний,
- Заєць білий, або заєць-білик, або біляк (Lepus timidus) — рідкісний в межах України.

Обидва ці види є традиційними об'єктами полювання і у більшості регіонів — головними з них. Через малу чисельність в Україні зайця білого, цей вид внесено до Червоної книги України, проте в зимовий час, коли проводяться полювання, ці два види слабко розрізняються у польових умовах.

## Класифікація
- Рід Lepus 
  - Підрід Macrotolagus
    - Lepus alleni — Мексика (Наяріт, Сонора, Сіналоа, Чіуауа); США (Аризона)

  - Підрід Poecilolagus
    - Lepus americanus — значні площі США й Канади

  - Підрід Lepus
    - Lepus arcticus — Канада, Гренландія
    - Lepus othus — США (Аляска, Алеутські острови)
    - Lepus timidus — заєць білий — північ і Альпи Європи, північ Азії

  - Підрід Proeulagus
    - Lepus californicus — значні площі США й Мексики
    - Lepus callotis — Мексика й Нью-Мексико
    - Lepus capensis — Африка, пд. Азія, Сардинія
    - Lepus flavigularis — Мексика (Оахака)
    - Lepus mediterraneus
    - Lepus saharae
    - Lepus saxatilis — Намібія, ПАР
    - Lepus schlumbergeri
    - Lepus tibetanus — Афганістан, Китай (Сіньцзян, Неймонгол, Ганьсу, Тибет), Індія (Джамму-Кашмір), Киргизстан, Монголія, Пакистан, Таджикистан
    - Lepus tolai — Євразія від прикаспійського кордону Росії й Казахстану до узбережжя Тихого Океану

  - Підрід Eulagos
    - Lepus castroviejoi — пн. Іспанія
    - Lepus comus — Китай (Юньнань, Сичуань, Гуйчжоу), М'янма
    - Lepus coreanus — Китай (Цзілінь), Північна й Південна Кореї
    - Lepus corsicanus — заєць корсиканський — Сицилія, Італійський п-ів, Корсика
    - Lepus europaeus — заєць сірий — Європа, зх. і цн. Азії (є інтродукції в США, Південну Америку, Австралію, Нову Зеландію)
    - Lepus granatensis — Португалія, Іспанія
    - Lepus mandschuricus — Росія, Китай, Північна Корея
    - Lepus oiostolus — Китай (Юньнань, Сіньцзян, Тибет, Цінхай, Ганьсу, Сичуань), Індія (Сіккім, Джамму-Кашмір), Непал
    - Lepus starcki — Ефіопія
    - Lepus townsendii — пд. Канада, США

  - Підрід Sabanalagus
    - Lepus fagani — Ефіопія
    - Lepus microtis (syn. Lepus victoriae) — значні площі Африки

  - Підрід Indolagus
    - Lepus hainanus — Китай (Хайнань)
    - Lepus nigricollis — Бангладеш, Індія, Індонезія, Непал, Пакистан, Шрі-Ланка
    - Lepus peguensis — Камбоджа, Лаос, М'янма, Таїланд, В'єтнам

  - Підрід Sinolagus
    - Lepus sinensis — пд.-сх. Китай, Тайвань, пн.-сх. В'єтнам

  - Підрід Tarimolagus
    - Lepus mandshuricus — Росія, Китай, Північна Корея
    - Lepus yarkandensis — Китай (Сіньцзян)

  - Підрід incertae sedis
    - Lepus altamirae — Мексика
    - Lepus brachyurus — Японія (Хонсю, Кюсю, Сікоку)
    - Lepus habessinicus — Джибуті, Еритрея, Ефіопія, Сомалі, Судан